# Hamnenabben
Hamnenabben är en udde i Antarktis. Den ligger i Östantarktis. Norge gör anspråk på området.
Terrängen inåt land är huvudsakligen kuperad, men den allra närmaste omgivningen är platt. Havet är nära Hamnenabben västerut. Trakten är obefolkad. Det finns inga samhällen i närheten.